# Йовчевский, Радо
Радо «Корчагин» Йовчевский (макед. Раде "Корчагин" Јовчевски; 14 августа 1919, Скопье — 20 февраля 1943, там же) — югославский македонский кожевенный работник, партизан времён Народно-освободительной войны Югославии, Народный герой Югославии.

## Биография

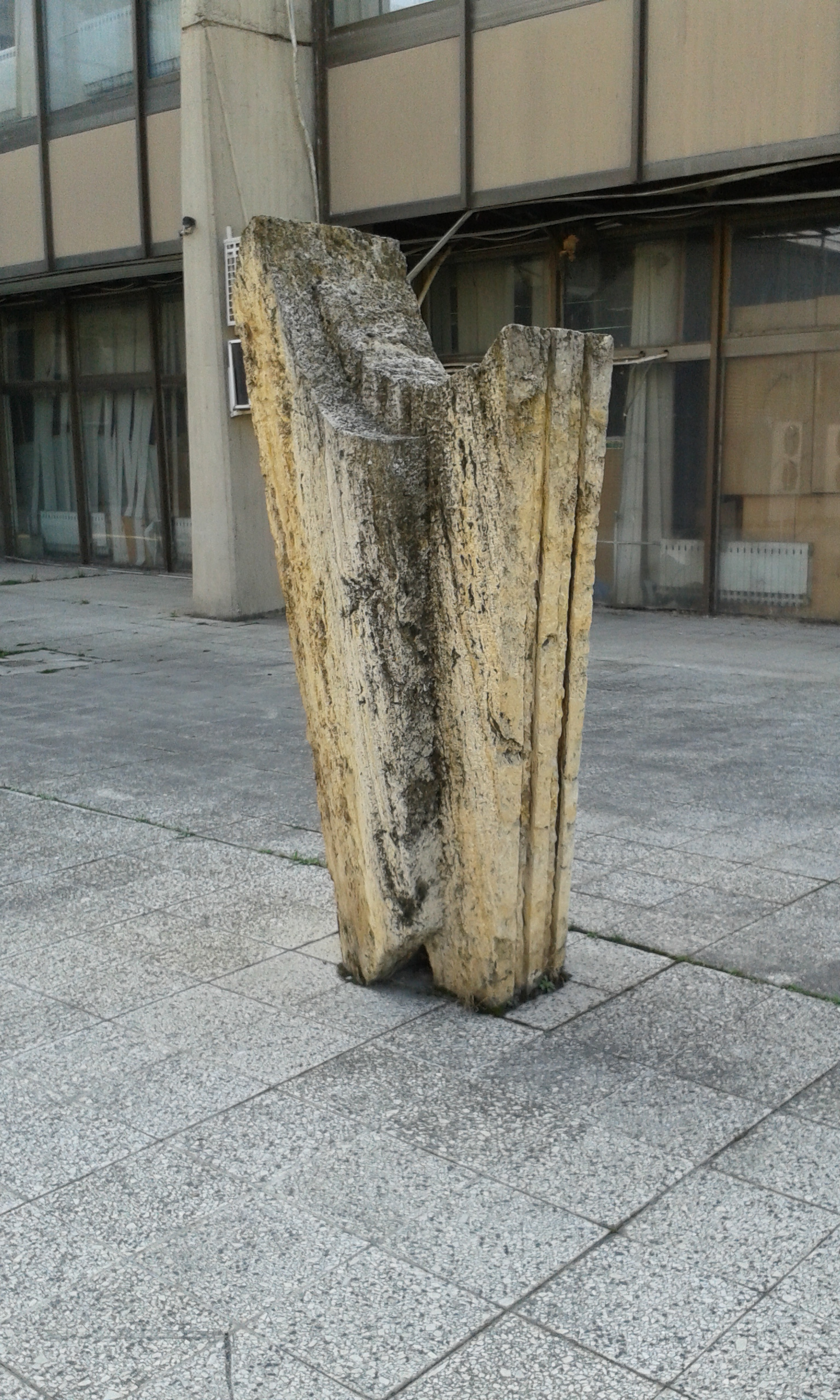
Памятник на месте дома Радо Йовчевского (ныне у Народного банка Македонии)

Радо Йовчевский родился 14 августа 1919 года в Скопье в семье ремесленников. Окончил начальную школу и два класса гимназии, после чего занялся кожевенным делом. Посещал коммерческое училище, в 1937 году уехал в Белград и устроился работать скорняком. В Белграде он вступил в революционное и рабочее движение, в 1938 году был избран секретарём секции кожевенных работников, с 1939 года член Коммунистической партии Югославии. Полиция заинтересовалась подозрительной деятельностью Радо и выселила его из Белграда в Скопье.
После этого Радо продолжил революционную деятельность в Скопье, где стал функционером в рабочем движении и организовывал забастовки и демонстрации. В 1940 году он стал партийным работником, но в том же году полиция провела ещё одну облаву. В Белграде его арестовали и бросили в тюрьму Главняча, где жестоко обращались. После выхода из тюрьмы Радо вынужден был ограничиваться путешествиями из Белграда в Скопье и обратно для выполнения партзаданий. Летом 1941 года Радо вернулся в Скопье и примкнул к партизанскому движению, вступив 22 августа в 1-й Скопьевский партизанский отряд и приняв партизанский псевдоним «Корчагин». Болгарский военный трибунал в апреле 1942 года заочно приговорил Радо за антигосударственную деятельность к смерти, полиция обещала вознаграждение за его поимку. Недалеко от монастыря Побожье полиция обнаружила Радо, но он решил подпустить их поближе и затем бросил гранату. Воспользовавшись суматохой после взрыва, он вырвался из окружения. С весны 1942 года он был политруком 2-го Скопьевского партизанского отряда.
В январе 1943 года Радо Йовчевский стал политруком Скопьевско-Косовского партизанского отряда, где служили македонцы и косовские албанцы. 29 января 1943 года отряд был разгромлен, а в бою погиб друг Йовчевского, Александар Урдаревский. Только одна группа партизан сумела скрыться в горах. Радо отправился в Скопье, чтобы установить связь с подпольем, однако был опознан одним из шпионов полиции и вынужден был спрятаться в первом же доме на улице Маджира Маало. При попытке сбежать он был тяжело ранен и затем застрелен.

## Память
- 8 октября 1953 года указом Иосипа Броза Тито Радо Йовчевскому присвоено посмертно звание Народного героя Югославии.
- Имя Раде Йовчевского носит гимназия в Скопье, в районе Пролет.